# Partido Popular de Galicia
Die Partido Popular de Galicia (PPdeG; span. Galicische Volkspartei) ist die galicische Organisation der spanischen konservativen Volkspartei (Partido Popular). Die Partei stellt (Stand 2020) 2042 Stadtverordnete sowie 42 Abgeordnete im Parlament von Galicien und 12 Abgeordnete im spanischen Abgeordnetenkongress. Alberto Núñez Feijóo ist Präsident der Regionalregierung von Galicien.